# Formgedächtnispolymer
Formgedächtnispolymere (FGP, englisch shape-memory polymers, SMP) sind Kunststoffe, die einen Formgedächtniseffekt (shape-memory effect) – ähnlich wie Formgedächtnislegierungen (FGL, englisch shape-memory alloy, SMA) – aufweisen, sich also an ihre frühere äußere Form trotz einer zwischenzeitlichen starken Umformung scheinbar „erinnern“ können. Die ersten Formgedächtnispolymere bestanden aus zwei Komponenten: Die erste war ein elastisches Polymer, eine Art „Federelement“, die zweite ein aushärtendes Wachs, das das Federelement in jeder gewünschten Form arretieren kann. Zur „Programmierung“ kann das FGP im erwärmten Zustand umgeformt und anschließend abgekühlt werden. Erwärmt man das Formgedächtnispolymer erneut, so wird das Wachs weich und kann der Kraft des Federelements nicht mehr entgegenwirken. Das Formgedächtnispolymer nimmt wieder seine ursprüngliche Form an. Dieses Verhalten wird analog zur Terminologie der Formgedächtnislegierungen Einweg-Memory-Effekt genannt. Ein Beispiel ist Memory Foam.
Formgedächtnispolymere zeigen gegenüber den Formgedächtnislegierungen hinsichtlich ihrer Herstellbarkeit und Verarbeitbarkeit entscheidende Vorteile. Aufgrund der geringen Wärmeleitfähigkeit von Polymeren weisen sie eine deutlich geringere Schaltzeit auf, diese spielt jedoch bei einer Vielzahl von potentiellen Anwendungsgebieten, insbesondere im medizinischen Bereich, eine untergeordnete Rolle. Formgedächtnispolymere schalten jeweils im weichen Zustand, während Formgedächtnislegierungen in der Hochtemperaturphase (Austenit) einen erhöhten E-Modul aufweisen. Formgedächtnispolymere können daher prinzipbedingt nicht über eine kontinuierlich wirkende Kraft von einem Rückstell-Element programmiert werden. Das stellt für viele Anwendungen einen entscheidenden Nachteil dar. Während Formgedächtnislegierungen beispielsweise mittels einer zusätzlichen Rückstellfeder zyklisch arbeiten können, müssen FGP für jeden Zyklus neu programmiert werden. Einige Polymere weisen, wie auch Formgedächtnislegierungen, auch einen Zweiweg-Memory-Effekt auf, dieser lässt sich jedoch nicht praktisch zur Verrichtung von Arbeit nutzen. Formgedächtnispolymere sind daher von besonderem Interesse für Anwendungen, bei denen ein einmaliges Umschalten zur programmierten Form erforderlich ist.
Es handelt sich bei Formgedächtnispolymeren um Funktionspolymere.

## Stimuli
Im obigen Beispiel wird die Temperatur als Stimulus zum Auslösen des Formgedächtniseffekts genutzt. Stimuli, die eine Rückstellung induzieren können:
- Der zumeist verwendete Stimulus ist eine Erwärmung des FGPs über eine bestimmte Schalttemperatur. Diese kann die Glasübergangstemperatur oder die Schmelztemperatur des Polymers sein.
- Auf optischem Weg können etwa Butylacrylate, die an ihren Seitenketten über Zimtsäure-Gruppen unter UV-Licht einer bestimmten Wellenlänge vernetzen, eine Form fixieren. Wird die Bindung durch Bestrahlung mit einer anderen Wellenlänge gelöst, kommt es zur Rückstellung und damit zum Formgedächtniseffekt.
- Mittlerweile gibt es auch Formgedächtnispolymere, die sich über magnetische Stimuli zurückstellen lassen.

## Verwendung
Formgedächtnispolymere sind Gegenstand intensiver Forschung. Ihr kommerzieller Einsatz wird wahrscheinlich zuerst in der Medizintechnik erfolgen, wo metallische Formgedächtniswerkstoffe auch schon heute eine Rolle spielen, aber auch biologische Nebenwirkungen zeigen können. Es gibt bereits erste Firmen, die solche Werkstoffe anbieten. Darüber hinaus ist davon auszugehen, dass sie als Etikettentechnologie Bedeutung erlangen.
In Form von Schaumstoff (engl. memory foam) wird die Technik unter anderem für Matratzen und Kopfhörer verwendet, die sich dadurch besonders gut an die Form des menschlichen Körpers anpassen.